# Губское (Сумская область)
Губское (укр. Губське) — село,
Перекоповский сельский совет,
Роменский район,
Сумская область,
Украина.
Код КОАТУУ — 5924187003. Население по переписи 2001 года составляло 49 человек.

## Географическое положение
Село Губское находится на расстоянии в 1 км от села Бурбино и в 2-х км от села Перекоповка.
По селу протекает пересыхающий ручей с запрудой.
Рядом проходят автомобильная дорога Т-1907 и железная дорога, станция Перекоповка в 3-х км.